# Ahmad Hassan Abdullah
Ahmad Hassan Abdullah (né Albert Chepkurui, le 29 juillet 1981 au Kenya) est un athlète kényan, naturalisé qatarien en août 2003, spécialiste du fond.
Ses meilleurs temps sont :
- 3 000 m : 	7 min 43 s 01 	Caorle 	10/07/1999
- 5 000 m : 	12 min 56 s 27 	Oslo 	27/06/2003
- 10 000 m : 	26 min 38 s 76 	Bruxelles 	05/09/2003